# Галиндо, Беатрис

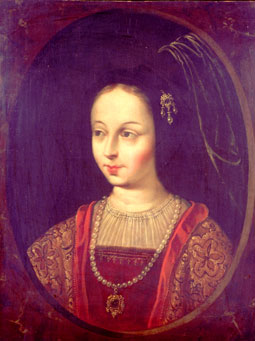
Беатрис Галиндо

Беатри́с Гали́ндо (исп. Beatriz Galindo, или la Latina; 1465, Саламанка — 23 ноября 1534, Мадрид) — испанский врач, педагог, писатель и гуманист. Она была учителем королевы Изабеллы Кастильской и её детей. Она была одной из самых образованных женщин своего времени. Существует неопределенность в определении даты её рождения, некоторые авторы считают, что это 1464 или 1474 годы. Она получила известность и под именем «La Latina».
Беатрис Галиндо родилась в провинции Самора в семье идальго, бывшим богатым, но обедневшим после гражданской войны между сторонниками Изабеллы и Хуаны Бельтранехи начавшейся после смерти Энрике IV.
Семья Беатрис Галиндо выбрала её из сестёр в монашество, так как она увлекалась чтением, поэтому они позволили ей заняться образованием в области грамматики в университете Саламанки. Благодаря успехам Беатрис приняли преподавателем в университет.
Беатрис Галиндо училась в Италии, где она получила степень по латыни и философии в университете Салерно. Такая карьера была необычна для того времени в Европе и итальянские университеты стремились приобщить к учёбе женщин. Вполне вероятно, что она была ученицей испанского учёного Антонио де Небриха.
Беатрис Галиндо получила прозвище «La Latina» за знание латыни, и стала профессором в Университете Саламанки, где она преподавала риторику, философию и медицину. Она была назначена воспитателем детей королевы Изабеллы I. Она давала образование Екатерине Арагонской, будущей жене Генриха VIII в Англии, и Хуане Кастильской, будущая жена Филиппа I, а позже известной как Хуана Безумная.
Она писала на латыни, сочиняла стихи и писала комментарии к Аристотелю.
В декабре 1491 года она вышла замуж за Франсиско Рамиреса в Мадриде. У них было пятеро детей.
Она была одной из первых женщин, принимавших активное участие в общественной жизни в эпоху Возрождения. Беатрис Галиндо в 1506 году основала в Мадриде больницу Святого Креста (Санта-Крус-де-Мадрид), которая существует до настоящего времени.

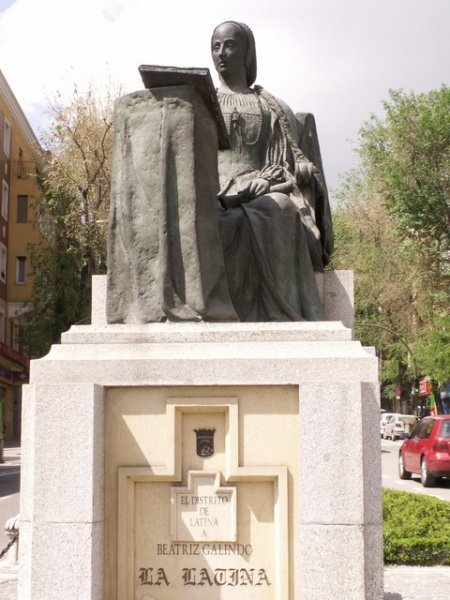
Памятник Беатрис Галиндо в Мадриде

Район в Мадриде, где она когда-то жила и построила больницу известен сегодня как La Latina от её псевдонима. Памятники Беатрис Галиндо установлены в Саламанке и Мадриде. Её именем названа школа в Мадриде. В Саламанке также есть школа носящее её имя.